# 罗朗蓬
罗朗蓬（法語：Rolampont，法語發音：[ʁɔlɑ̃pɔ̃]），法国东北部市镇，大东部大区上马恩省，隶属于朗格勒区，其市镇面积为49.1平方公里，2022年1月1日时人口数量为1,364人，在法国城市中排名第7,430位。
罗朗蓬位于上马恩省南部，马恩河畔，巴黎—米卢斯铁路、A31高速公路和多条干线公路在此交汇。

## 地名来源

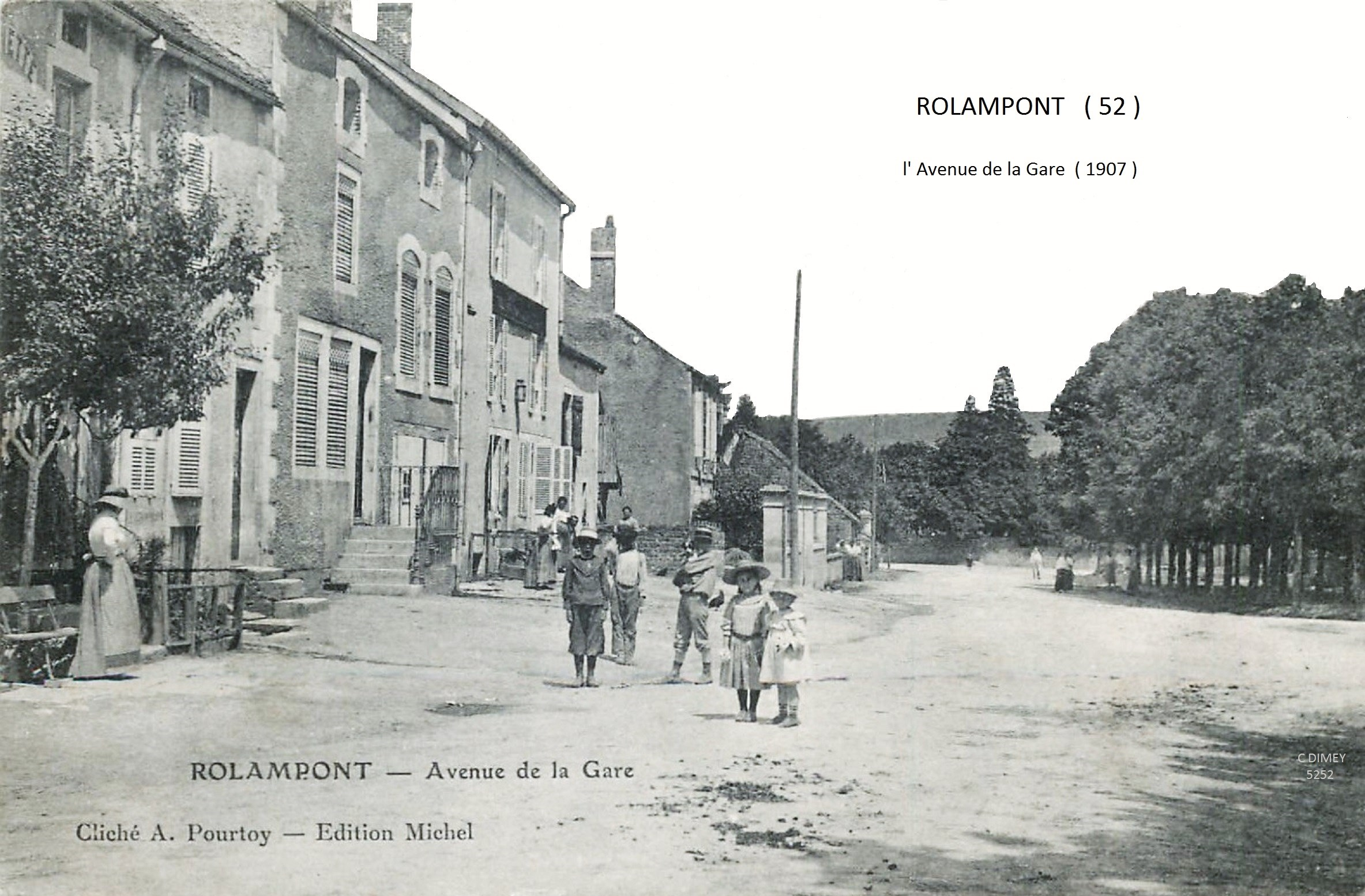
20世纪初的罗朗蓬

“Rolampont”一名最初于公元834年以“Radalenis Pons”的形式被记载，其中“Radalenis”可能出自人名。

## 历史
罗朗蓬的早期历史尚不清楚，当地曾出土古典时期的文物。中世纪初，罗朗蓬境内曾出现一座小教堂。1340年，罗朗蓬获得市镇自由贸易宪章。宗教战争期间，奥尔良公爵加斯东曾率兵途径罗朗蓬并在此短暂停留。法国大革命后，罗朗蓬成为上马恩省的一个市镇。工业革命期间，途径罗朗蓬的香槟-勃艮第运河及巴黎—米卢斯铁路相继建成通车。普法战争期间，普鲁士军队曾短暂占领罗朗蓬。1972年，博舍曼、沙尔穆瓦勒、拉讷和特龙舒瓦四个市镇并入罗朗蓬。1984年，博舍曼分离重新成为独立市镇。

## 地理

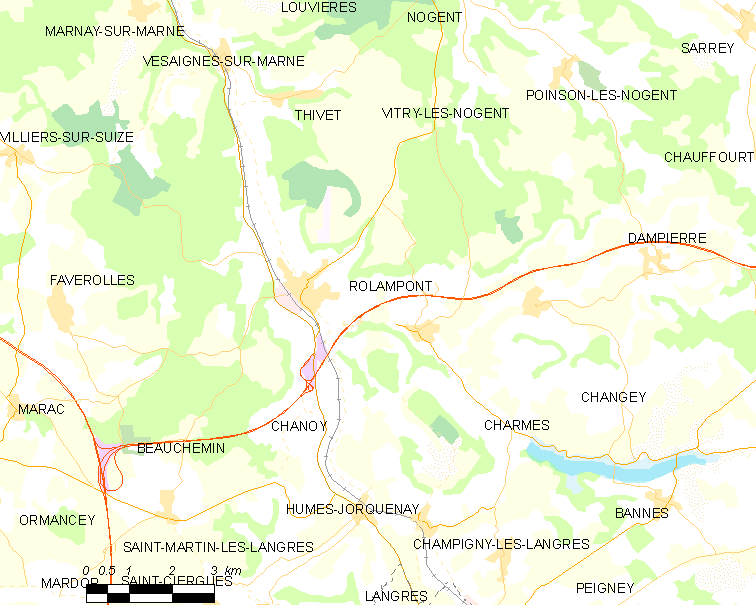
罗朗蓬市镇范围地图

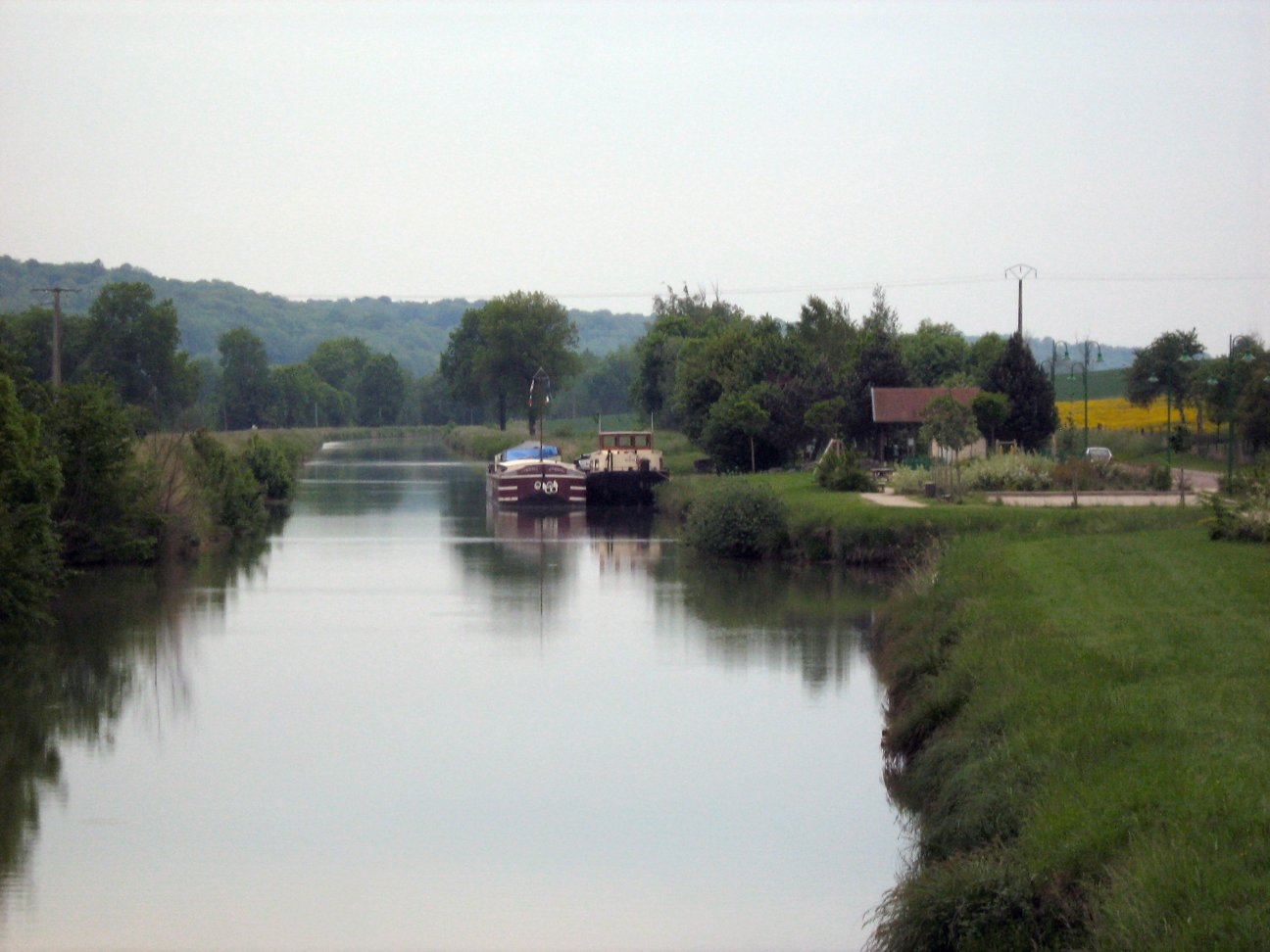
香槟-勃艮第运河罗朗蓬段

罗朗蓬位于法国东北部，大东部大区南部和上马恩省南部，距离省会肖蒙大约24公里。与罗朗蓬接壤的市镇包括：马恩河畔沃塞涅、蒂韦、维特里莱诺让、法沃罗勒、博舍曼、当皮埃尔、于姆-若克奈、沙努瓦、尚热和沙尔姆。

### 地形
罗朗蓬位于朗格勒高原北部延伸地带，境内以平原和浅丘为主，市镇中心地势较为平坦，全境海拔在299到462米之间。

### 水文
罗朗蓬位于塞纳河流域范围内，马恩河干流自南向北流经镇中心，人工开凿的香槟-勃艮第运河与其右岸平行，后者的水量通过船闸控制。

### 植被
罗朗蓬属于温带阔叶混交林区，林地多分布于市镇范围东西两侧，罗朗蓬蒂菲耶尔自然保护区位于罗朗蓬市镇范围西部。
在鲜花城市的评比中，罗朗蓬暂未被评级。

### 气候
罗朗蓬在柯本气候分类法中属于带有大陆性特征的温带海洋性气候（Cfb）。

## 行政区划
罗朗蓬的市镇编号为52432，邮政编号为52260。
在行政管理方面，罗朗蓬隶属于法国大东部大区上马恩省朗格勒区；在地方选举方面，罗朗蓬隶属于诺让县，其市镇范围全境被划入上马恩省第一选区；在社会管理方面，罗朗蓬是大朗格勒市镇公共社区的组成部分。
截至2023年8月，罗朗蓬市镇范围内暂无任何城市敏感街区及城市政策优先街区。
法国国家统计与经济研究所（简称）在进行数据统计时，未将罗朗蓬划入任何城市核心区（Unité urbaine）及城市区（Aire urbaine）。自2020年起，罗朗蓬被划入包含77个市镇的朗格勒城市辐射区内。此外，还将罗朗蓬市镇整体看作一个“块区”（IRIS），以便于统计人口分布情况。

## 交通

### 公路
A31高速公路经过罗朗蓬境内并设有7号出入口连接市区，此外上马恩省省道D1线、D121线、D127线、D155线、D254线、D260线和D619线在罗朗蓬境内交汇。大东部大区下属的城际客运提供校车巴士线路，可前往周边部分市镇。
2019年，73.6%的罗朗蓬家庭拥有至少一辆私人汽车。2021年，罗朗蓬境内共发生各类交通事故3起，造成1人遇难，3人受伤，其中1人重伤。
| 7 | 2 |

| 肖蒙 | 24 |

| 朗格勒 | 12 |

| 瓦勒德默兹 | 21 |

### 铁路

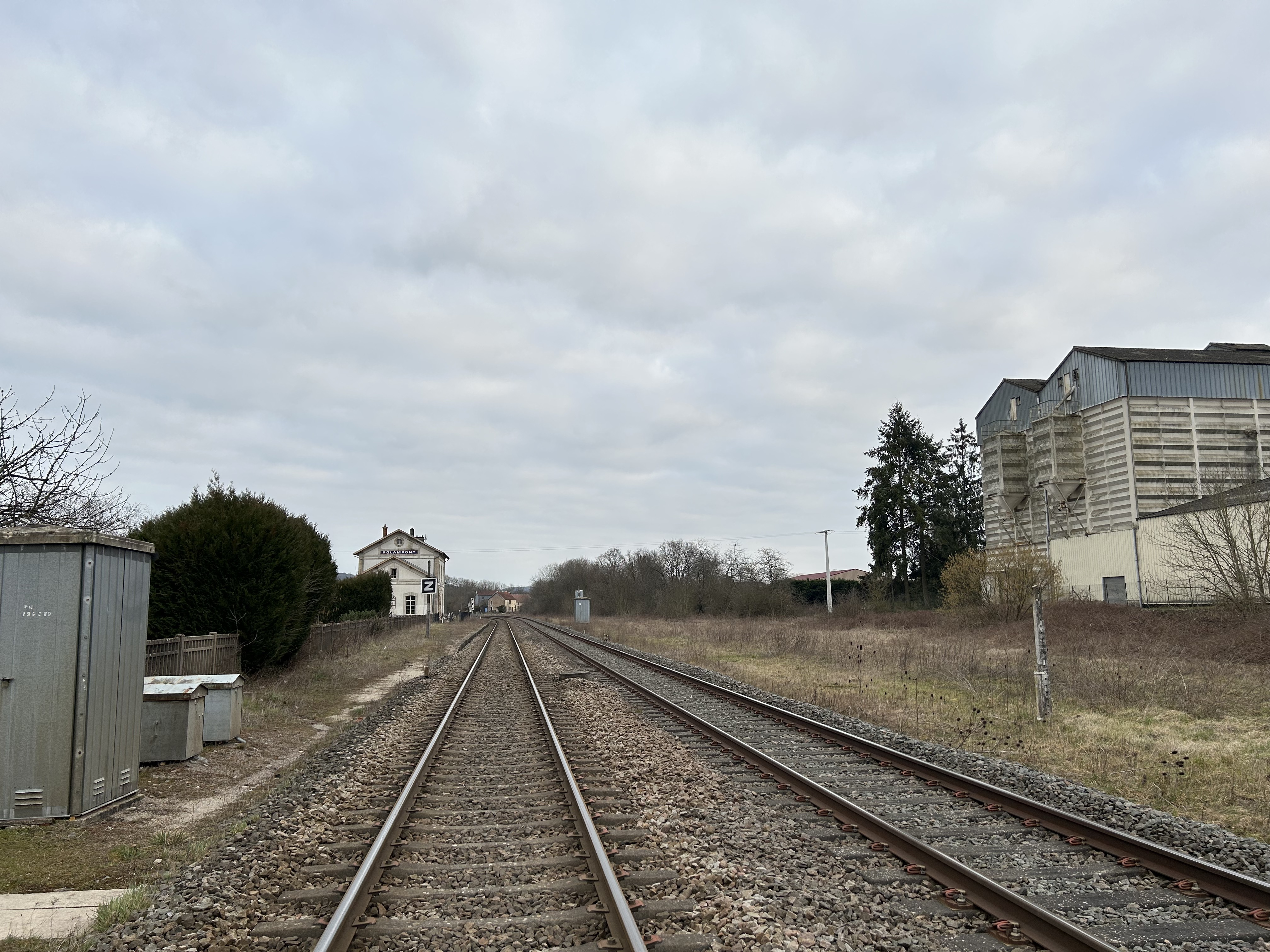
途径罗朗蓬的巴黎－米卢斯铁路

罗朗蓬位于巴黎－米卢斯铁路上，原有的罗朗蓬站（Gare de Rolampont）已废弃。
距离罗朗蓬最近的运营中的客运铁路车站为12公里外的朗格勒站，该站停靠往返于巴黎和米卢斯一线的区域列车，另有部分车次可直通兰斯及第戎。

### 航空
距离罗朗蓬最近的民用航空站为122公里外的多勒机场。

### 城市公共交通
截至2023年8月，罗朗蓬暂无城市公共交通系统。

## 政治

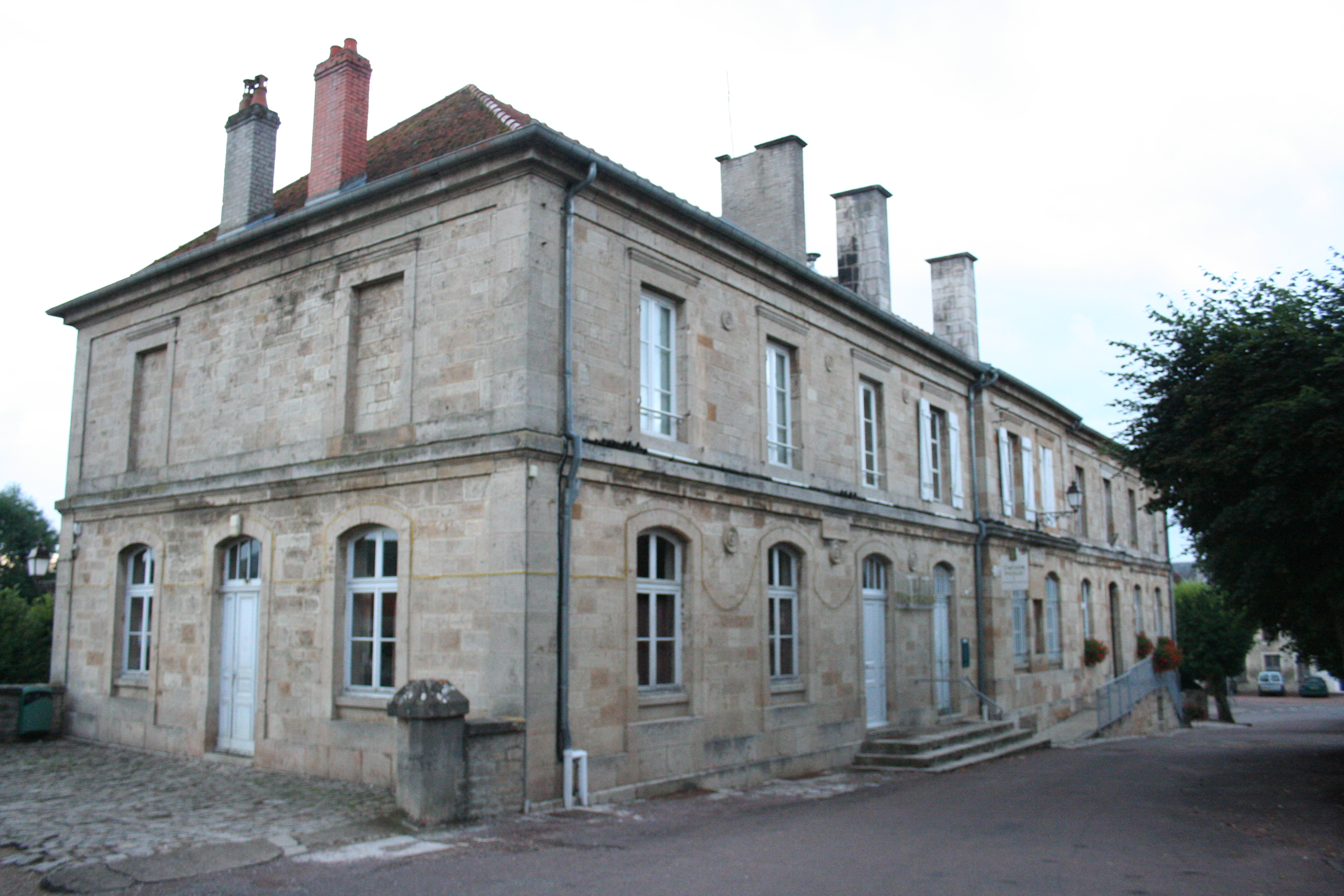
罗朗蓬市政厅

罗朗蓬的现任市长为塞丽娜·贝尔南女士（Céline BERNAND），她是一名无党派人士，在2020年的市政选举中获得了59.53%的支持率。
在2022年的法国总统大选中，法国极右翼政党国民阵线主席玛丽娜·勒庞在罗朗蓬获得了61.24%的支持率。

## 人口
2020年，罗朗蓬市镇人口数量为1,398，在法国排名第7,430位。其中男性714人，女性699人，75岁及以上人口占9.7%，外籍人口数量为14人，人口密度为28人/平方公里，当地居民被称为（男性）或（女性）。2020年，罗朗蓬境内出生13人，死亡人口11人。
| 罗朗蓬1901年－2020年人口变化情况 |
|                                  |
| 数据来源：Cassini、INSEE         |

## 经济

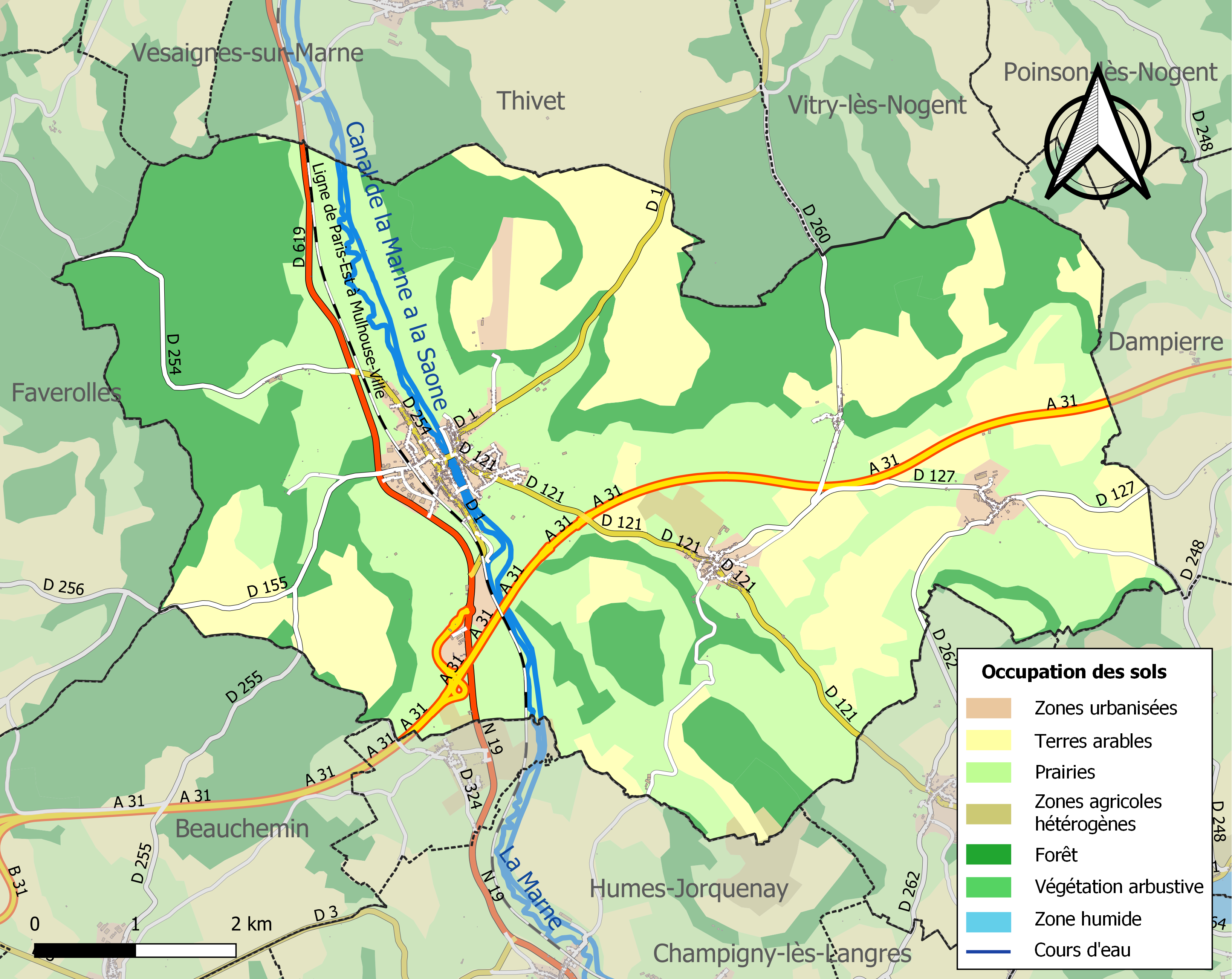
罗朗蓬土地利用情况地图

罗朗蓬是一个区域性的中心城市。截至2023年8月，罗朗蓬市镇范围内共有各类用人单位（包含自雇）179家，平均历史为21年，均为中小型企业（PME），2023年6月至8月间，当地的经济活力指数为0.56%。（建筑工程）是当地2021年营业额最高的企业，为3,911,327欧元。

## 财政与居民收入
2021年，罗朗蓬的财政收入总额为1,013,580欧元，财政支出总额为974,130欧元，当年的债务总额为840欧元。2021年，罗朗蓬市镇通过增值税获得86,270欧元的收入，此外当地还共获得了129,680欧元的国家直接财政补助。
2020年，罗朗蓬的人均月收入总额为2,016欧元，低于法国平均水平（2,303欧元）。
2019年，罗朗蓬境内的青壮年（15至64岁）失业率为7.8%；当地41.9%的家庭拥有纳税资格，平均纳税1,981欧元，低于法国平均水平（4,393欧元）。

## 社会事务

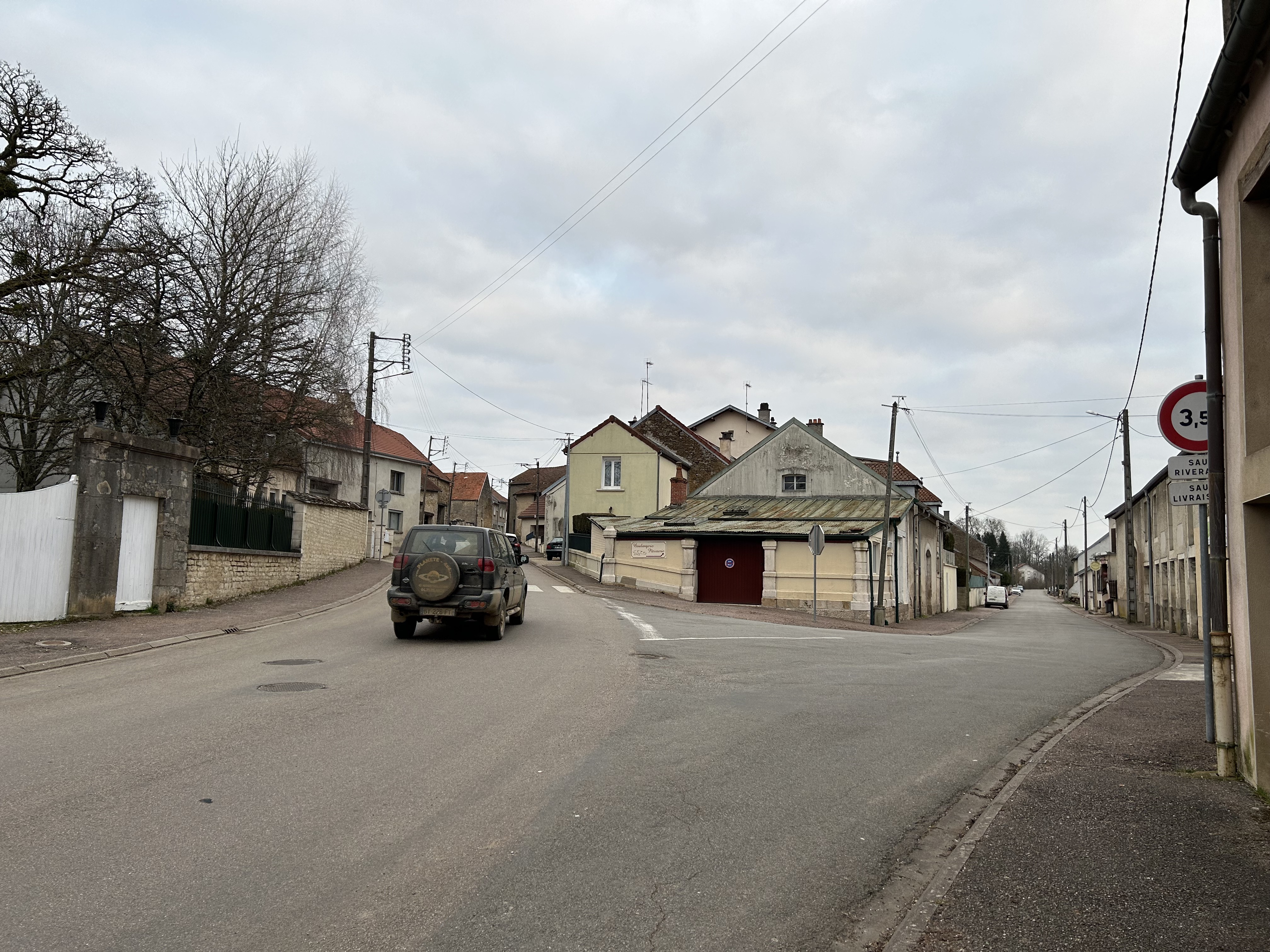
阿尔萨斯街

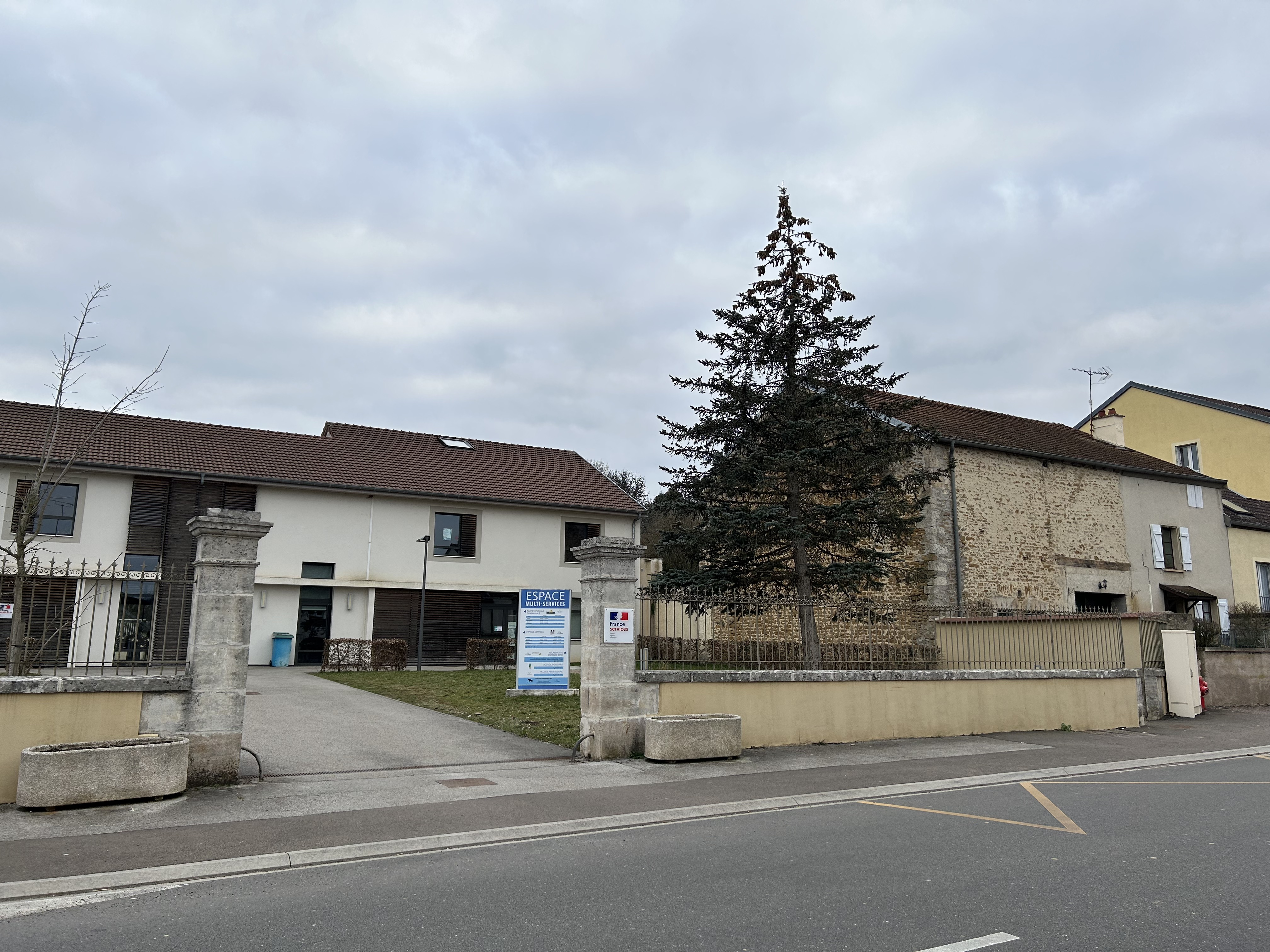
市镇服务中心

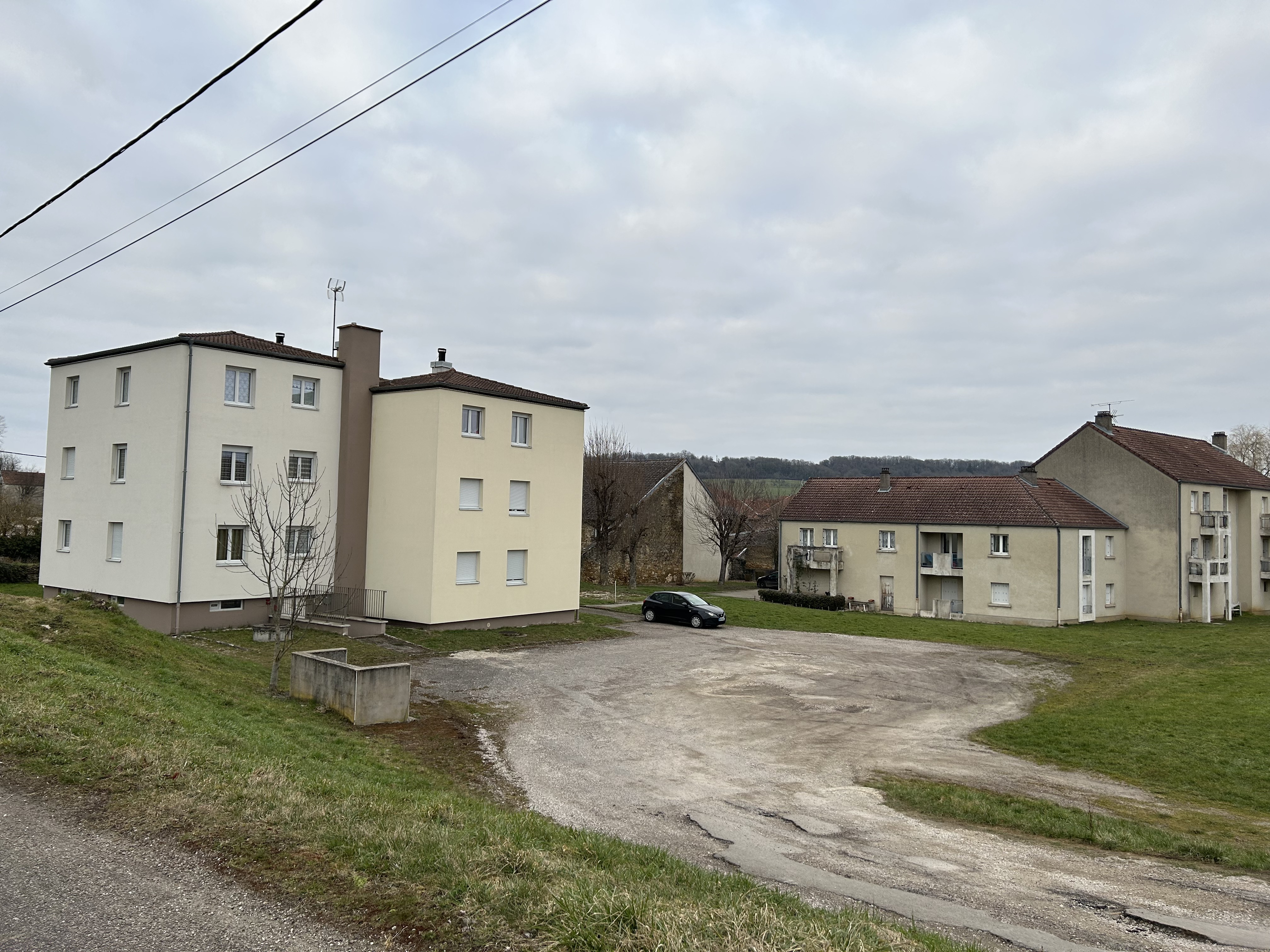
民居

### 教育
罗朗蓬属于兰斯学区。截至2021年1月1日，罗朗蓬境内共有1所小学。

### 医疗
截至2021年1月1日，罗朗蓬境内共有全科医生3名、保健师1名、护士2名、药房1家。
距离罗朗蓬最近的区域性医疗机构的朗格勒中心医院（Centre Hospitalier de Langres），其主病区位于朗格勒市区，距离罗朗蓬市区的正常车程大约14分钟，该院设有床位147个，是当地规模最大的公立综合性医院。

### 住房
2020年，罗朗蓬境内共有各类住房810套，其中85.9%为独立式居民区，13.7%为集中式居民区。常住房屋占罗朗蓬市镇范围内居民建筑总量的81.1%。
在住房保障政策方面，2021年，罗朗蓬境内共有79户家庭获得了住房经济补助，受益人数占总人口数量的5.7%，其中76份为房租补助。

### 商业
2021年，罗朗蓬境内共有各类实体商铺32家，其中餐厅3家、杂货店1家、面包房3家、肉铺1家、美容美发店2家、汽车维修店6家。镇中心建有一家CocciMarket便民超市。

### 体育
2021年，罗朗蓬境内共有1间体育馆、2处网球场以及1处足球或橄榄球场。
截至2023年8月，罗朗蓬运动员俱乐部（CA Rolampont，编号517400）是罗朗蓬境内唯一的一家注册足球俱乐部，该足球队成立于1923年，其主队2023至2024赛季参加上马恩省足球联赛乙组（法国第十级别），其主场为市政球场（Stade Municipal）。

### 环境
罗朗蓬的环境事务由其所属的大朗格勒市镇公共社区联合各级政府协调负责。2021年，罗朗蓬境内共有1家污染企业。

### 治安
罗朗蓬及其附近的共157个市镇是朗格勒国家宪兵队（zone gendarmerie de Langres）的管辖范围。2020年，该宪兵队累计记录各类案件1,269起，其中盗窃类案件627起，经济类案件202起，毒品交易类案件51起。

## 文化

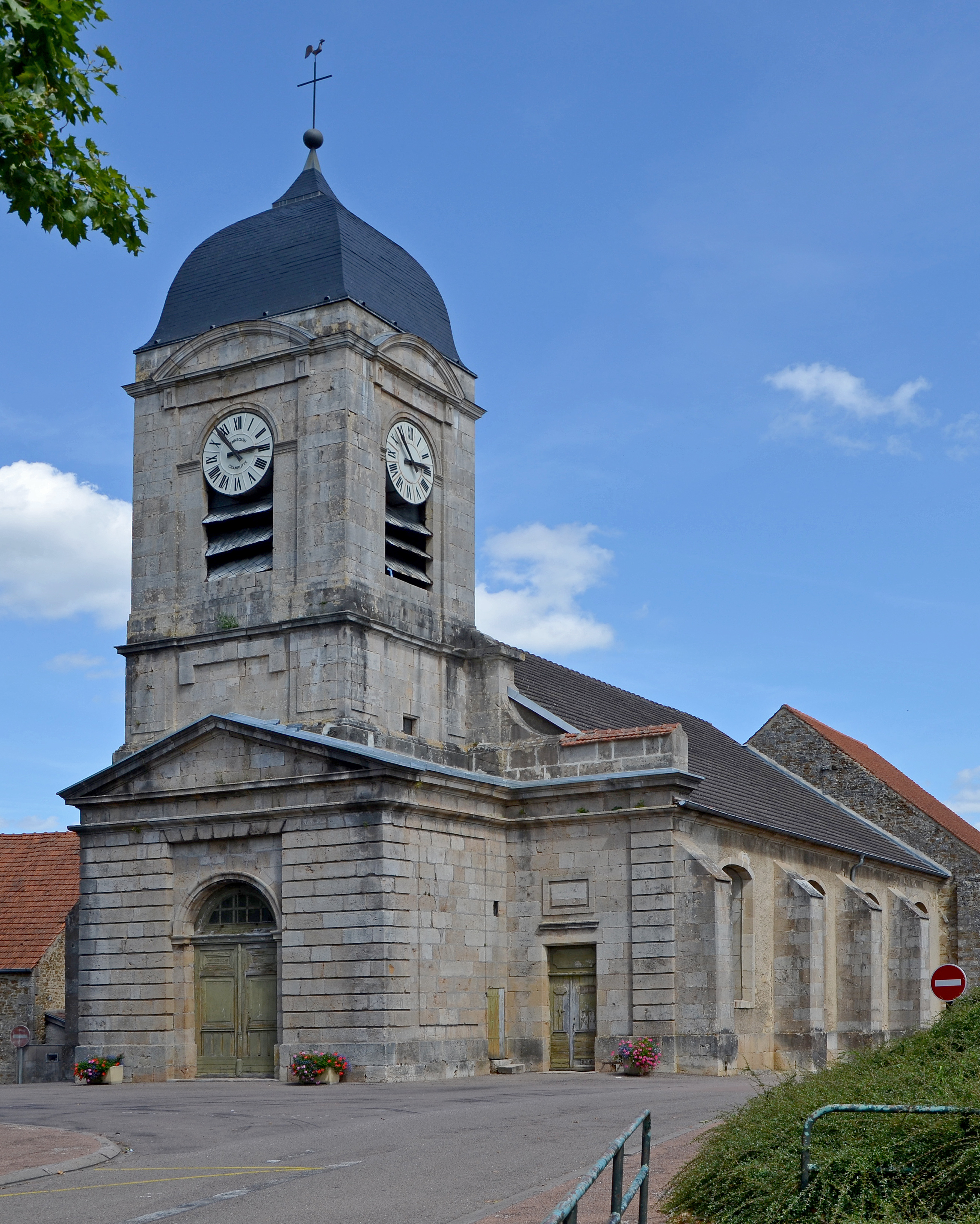
圣伯多禄教堂

2021年，罗朗蓬境内暂无任何文化设施。罗朗蓬境内建有米歇尔·加利索多媒体中心（Médiathèque Michel Gallissot Rolampont），每周二、三、五、六向公众开放。

### 建筑
罗朗蓬境内有多处历史建筑，其中连结圣伯多禄教堂（Église Saint-Pierre-ès-Liens de Rolampont）为法国国家文物保护单位。

### 旅游
罗朗蓬的旅游事务由其所属的大朗格勒市镇公共社区负责。2022年，罗朗蓬境内暂无任何游客接待设施。

### 媒体
法国主要的媒体均可在罗朗蓬接收，法国电视三台下属的大东部大区频道在部分时段播出罗朗蓬所在上马恩省的地方新闻。《上马恩省日报》、《上马恩之声》、蓝色法兰西香槟-阿登广播、香槟广播等是当地主要的地方性媒体。

## 友好城市
截至2023年8月，罗朗蓬暂未建立任何友好城市关系。